# جزيرة ديونومو
جزيرة ديونومو وهي جزيرة من جزر إندونيسيا، وتقع في إقليم غورونتالو.